# Schajan (Ort)
Schajan (kasachisch und russisch Шаян) ist ein Ort in Kasachstan.

## Geografie
Schajan liegt im Süden Kasachstans im Gebiet Türkistan etwa 80 Kilometer nördlich von Schymkent und rund 90 Kilometer südwestlich der Stadt Türkistan. Nördlich des Ortes erstreckt sich der Qaratau, ein nördlicher Ausläufer des Tian Shan. Durch Schajan fließt der gleichnamige Fluss Schajan, der im Qaratau entspringt und in den Arys-Turkestan-Kanal mündet.

## Bevölkerung
Bei der Volkszählung 1999 hatte Schajan 7.763 Einwohner. Die Volkszählung 2009 ergab für den Ort eine Einwohnerzahl von 8.510. Bei der letzten Volkszählung 2021 lebten 9.814 Menschen in Schajan.  Die Fortschreibung der Bevölkerungszahl ergab zum 1. Januar 2025 eine Einwohnerzahl von 10.283.
| Einwohnerentwicklung               | Einwohnerentwicklung | Einwohnerentwicklung | Einwohnerentwicklung | Einwohnerentwicklung | Einwohnerentwicklung | Einwohnerentwicklung | Einwohnerentwicklung |
| 1939                               | 1959                 | 1970                 | 1979                 | 1989                 | 1999                 | 2009                 | 2021                 |
| ---------------------------------- | -------------------- | -------------------- | -------------------- | -------------------- | -------------------- | -------------------- | -------------------- |
| 1.261                              | 2.731                | 4.765                | 6.532                | 8.201                | 7.763                | 8.510                | 9.814                |
| Anmerkung: Volkszählungsergebnisse |                      |                      |                      |                      |                      |                      |                      |

## Sehenswürdigkeiten

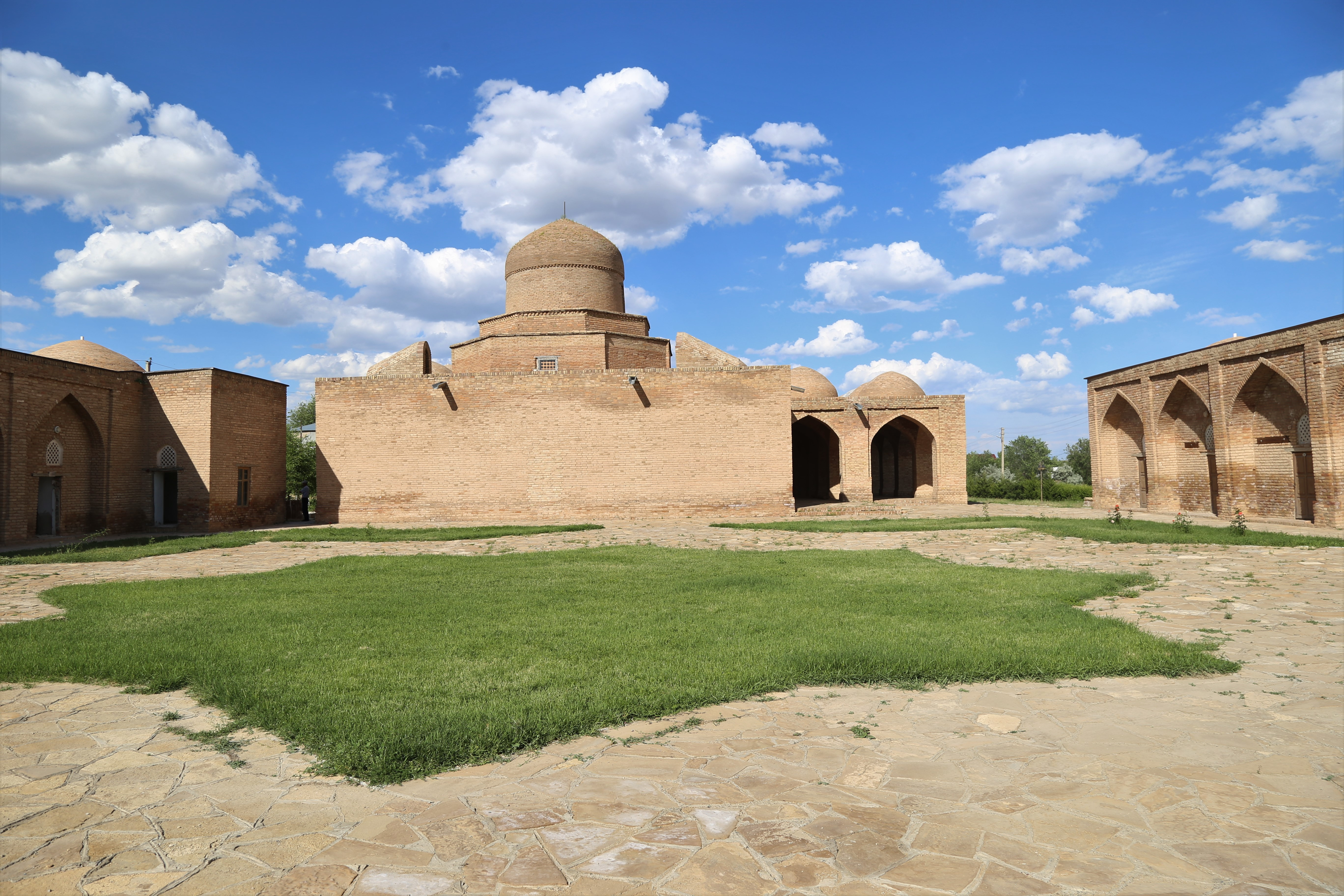
Architekturkomplex Appaq Ischan

Am westlichen Ortsrand befindet sich der Architekturkomplex Appaq Ischan. Er besteht aus einer Moschee und einer Madrasa und stammt aus dem 19. Jahrhundert.

## Verkehr
Durch Schajan führt eine regionale Fernstraße, die in südlicher Richtung nach Schymkent führt. In nördlicher Richtung gelangt man auf dieser über Scholaqqorghan bis nach Sosaq. Davon zweigt in Schajan eine Verbindung nach Jekpindi ab, wo Anschluss an die M32 besteht.